# Route 385 (Nouveau-Brunswick)
Pour les articles homonymes, voir Route 385.
La route 385 est une route locale du Nouveau-Brunswick située dans le nord-ouest de la province, reliant principalement Plaster Rock au parc provincial du mont Carleton Elle traverse une région boisée et montagneuses, là où se trouvent les plus hautes montagnes du Nouveau-Brunswick. Elle mesure 87 kilomètres, et est pavée sur toute sa longueur.

## Tracé
La 385 débute au nord-ouest de Plaster Rock, sur la route 108. Elle commence par suivre la rive ouest de la rivière Tobique sur 40 kilomètres, en étant très sinueuse à certains endroits, car elle suit de très près le tracé de la rivière. Elle traverse notamment Mapleview et Everett dans cette section. 
À Riley Brook, elle traverse la rivière, de telle sorte qu'elle suit maintenant la rive est de celle-ci, pour le reste de son parcours. Elle est de plus en plus isolée quand elle est au nord, mais un peu moins sinuseuse à la fin. Elle traverse ensuite le parc provincial du mont Carleton, puis elle se termine sur la route 180, 9 kilomètres au nord. 

## Intersections principales
| Route 385             |                                      |     |                                                   |                          |
| Comté                 | Location                             | km  | Intersection/Destinations                         | Notes                    |
| Comté de Victoria     | Plaster Rock                         | 0   | R-108, Grand Falls, Miramichi                     | extrémité sud de la 385  |
| Comté de Victoria     | Riley Brook                          | 40  | Traverse de la rivière Tobique                    |                          |
| Restigouche           | Territoire inorganisé de Restigouche | ~75 | Entrée du parc provincial du mont Carleton        | Entrée gratuite          |
| Restigouche           | Territoire inorganisé de Restigouche | 78  | Chemin principal du parc provincial mont Carleton |                          |
| Restigouche           | Territoire inorganisé de Restigouche | ~81 | Sortie du parc provincial Carleton                |                          |
| Restigouche           | Territoire inorganisé de Restigouche | 87  | R-180, Saint-Quentin, Bathurst                    | extrémité nord de la 385 |
| Vert: Parc Provincial |                                      |     |                                                   |                          |